# Architekt des Kapitols

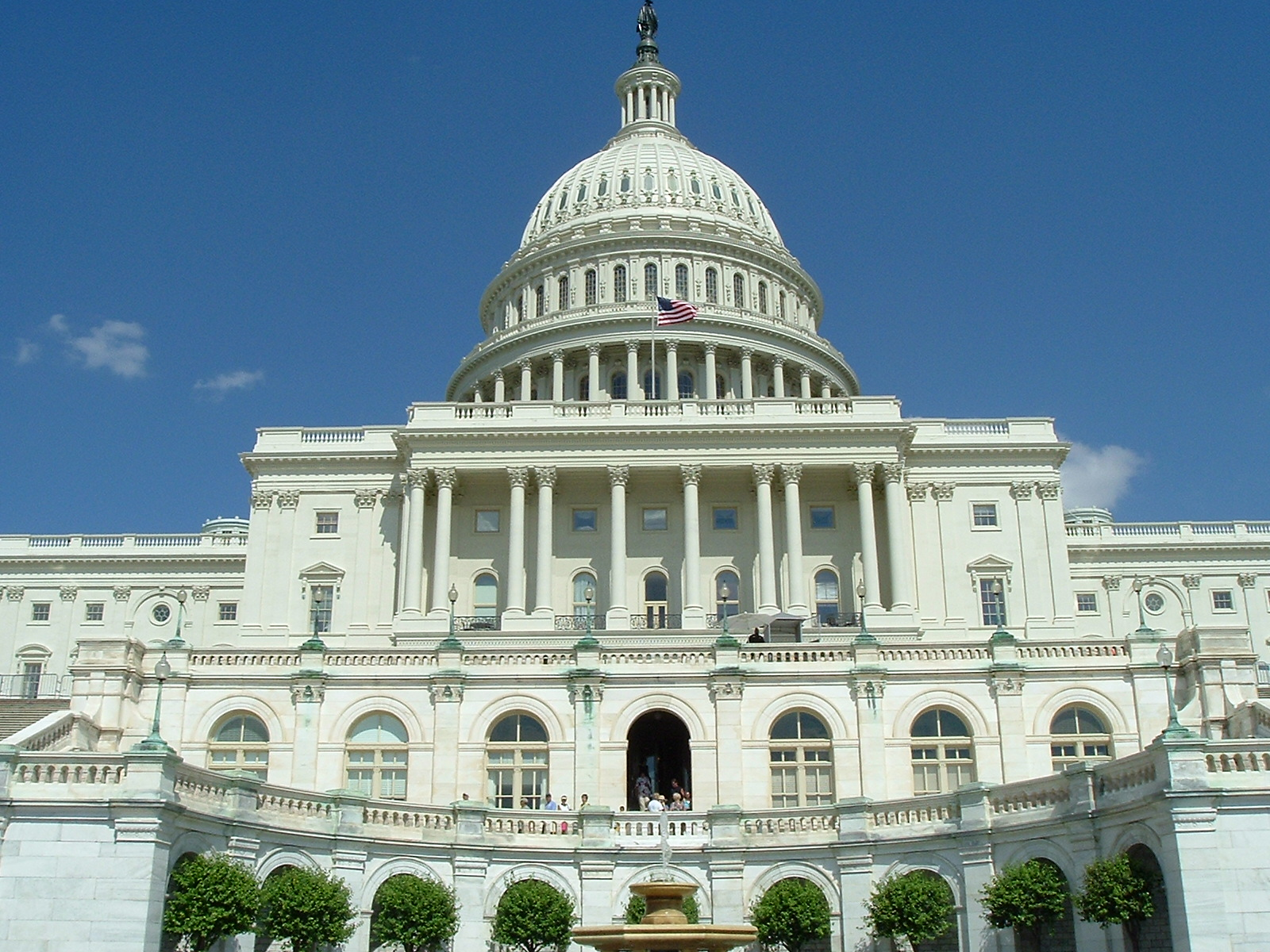
Kapitol der Vereinigten Staaten

Architekt des Kapitols (englisch Architect of the Capitol) ist ein Amt im Kongress der Vereinigten Staaten, dessen Amtsinhaber für Wartung, Betrieb, Entwicklung und Erhaltung des Kapitolkomplexes in Washington, D.C. zuständig ist. Zum Komplex zählen das Kapitol selbst, die Bürogebäude des Kongresses, die Gebäude der Library of Congress, das Gebäude des Obersten Gerichtshofs, der Botanische Garten, das Thurgood Marshall Federal Judiciary Building, das Kraftwerk des Kapitols und eine Reihe weiterer Anlagen. Zu den Bürogebäuden des Kongresses gehören das Russell Senate Office Building, das Dirksen Senate Office Building, das Hart Senate Office Building, das Cannon House Office Building, das Longworth House Office Building, das Rayburn House Office Building und das Ford House Office Building sowie die Wohnheime und Schulen der Senate pages und House pages.
Der Architekt des Kapitols ist eines der Mitglieder des Capitol Police Board, das für die Kapitolpolizei zuständig ist, und des Capitol Guide Board, das für den United States Capitol Guide Service zuständig ist. Die anderen Mitglieder der beiden Gremien sind der Sergeant-at-Arms des Senats und der Sergeant-at-Arms des Repräsentantenhauses.
Ursprünglich wurde das Amt des Architekten unbefristet mittels Ernennung durch den Präsidenten der Vereinigten Staaten vergeben. Nach Verabschiedung eines Bundesgesetzes wurde 1989 festgelegt, dass das Amt vom Präsidenten mit Beratung und Zustimmung des Senats auf 10 Jahre besetzt wird, wobei der Präsident einen von drei Kandidaten von einer Liste wählen muss, die vorher von einem Kongressausschuss erarbeitet wurde.
Das Amt beinhaltet ex officio die Zugehörigkeit zu folgenden Institutionen: Capitol Police Board, Capitol Guide Board, District of Columbia Zoning Commission, Advisory Council on Historic Preservation, National Capital Memorial Commission, Art Advisory Committee to the Washington Metropolitan Area Transit Authority, National Institute for Conservation of Cultural Property und United States Capitol Preservation Commission.

## Liste der Architekten des Kapitols
| Architekt des Kapitols                                         | Amtszeit                                                      | ernannt durch                  | Anmerkungen |
| -------------------------------------------------------------- | ------------------------------------------------------------- | ------------------------------ | --- |
| William Thornton                                               | 1793                                                          | George Washington              | Washington wählte Thorntons ursprünglichen Entwurf für das Kapitolsgebäude aus. |
| Benjamin Latrobe                                               | 6. März 1803 – 1. Juli 1811 6. April 1815 – 20. November 1817 | Thomas Jefferson James Madison | Latrobe wurde zweimal ernannt. Präsident Jefferson ernannte ihn 1803, um die Arbeit am Kapitolsgebäude zu übernehmen. Nach dem Krieg von 1812 wurde das Kapitol von britischen Truppen niedergebrannt, worauf Präsident Madison Latrobe erneut ernannte. |
| Charles Bulfinch                                               | 8. Januar 1818 – 25. Juni 1829                                | James Monroe                   | |
| Thomas Ustick Walter (Engineer-in-charge: Montgomery C. Meigs) | 11. Juni 1851 – 26. Mai 1865                                  | Millard Fillmore               | Walter und Meigs teilten sich die Verantwortung für das Kapitol und der Errichtung neuer Gebäude. |
| Edward Clark                                                   | 30. August 1865 – 6. Januar 1902                              | Andrew Johnson                 | Clark war vorher Stellvertreter von Walter und Meigs |
| Elliott Woods                                                  | 19. Februar 1902 – 22. Mai 1923                               | Theodore Roosevelt             | Woods war vorher Stellvertreter von Edward Clark. |
| David Lynn                                                     | 22. August 1923 – 30. September 1954                          | Calvin Coolidge                | |
| J. George Stewart                                              | 1. Oktober 1954 – 24. Mai 1970                                | Dwight D. Eisenhower           | |
| George M. White                                                | 27. Januar 1971 – 21. November 1995                           | Richard Nixon                  | Whites Stellvertreter William L. Ensign führte das Amt nach Whites Eintritt in den Ruhestand kommissarisch von 1995 an, bis 1997 ein Nachfolger ernannt werden konnte.                                                                                   |
| Alan Hantman                                                   | 6. Januar 1997 – 4. Februar 2007                              | Bill Clinton                   | Hantman war der erste Amtsträger, der nach dem neuen Gesetz von 1989 zu einer festen Amtszeit ernannt wurde. Sein Mandat als 10. Architekt des Kapitols lief 2007 aus.                                                                                   |
| Stephen T. Ayers                                               | 4. Februar 2007 – 23. November 2018                           | George W. Bush                 | |
| J. Brett Blanton                                               | 16. Januar 2020 – 13. Februar 2023                            | Donald Trump                   | |
| Thomas E. Austin                                               | seit 24. Juni 2024                                            | Kongresskommission             | Austin ist der erste Amtsträger, der nach einer Gesetzesänderung durch eine Kongresskommission und nicht durch den Präsidenten ins Amt berufen wurde. |